# Progomphus
Progomphus là một chi chuồn chuồn ngô thuộc họ Gomphidae, tiếng Anh thường gọi là sanddragons, được tìm thấy ở Americas.

## Các loài[1]
- Progomphus alachuensis Byers, 1939 – Tawny Sanddragon
- Progomphus bellei Knopf & Tennessen, 1980 – Belle's Sanddragon
- Progomphus borealis (McLachlan in Selys, 1873) – Gray Sanddragon
- Progomphus obscurus (Rambur, 1842) – Common Sanddragon
- Progomphus risi Williamson, 1920
- Progomphus serenus Hagen in Selys, 1878
- Progomphus tennesseni Daigle, 1996
- Progomphus zephyrus Needham, 1941